# Équipe de France de football en 1985
Chronologie
Saison précédente Saison suivante
Cet article traite de l'année 1985 de l'Équipe de France de football.
- Le 3 avril la sélection aligne son 15e match sans défaite : nouveau record.
- Maxime Bossis bat le record des sélections de Marius Trésor.
- L'équipe de France décroche son billet pour la phase finale de la Coupe du monde 1986 au Mexique au terme de sa victoire à domicile contre la Yougoslavie.
- C'est également l'occasion pour la France d'enrichir son palmarès. Les Bleus remportent en effet la Coupe intercontinentale des nations qui en leur qualité de vainqueur du Championnat d'Europe 1984 les opposait à l'Uruguay, vainqueur de la Copa América 1983.

## Les matchs
| Date              | Stade                                                     | Adversaire                        | Score | Comp | Buteurs français                                                         |
| 3 avril 1985      | Stade Kosevo Sarajevo, Yougoslavie                        | Yougoslavie                       | N 0-0 | QCM  | -                                                                        |
| 2 mai 1985        | Stade Vassil Levski Sofia, Bulgarie                       | Bulgarie                          | D 0-2 | QCM  | -                                                                        |
| 21 août 1985      | Parc des Princes Paris, France                            | Uruguay                           | V 2-0 | CI   | Rocheteau (5e) & Touré (56e)                                             |
| 11 septembre 1985 | Zentralstadion Leipzig, République démocratique allemande | République démocratique allemande | D 0-2 | QCM  | -                                                                        |
| 30 octobre 1985   | Parc des Princes Paris, France                            | Luxembourg                        | V 6-0 | QCM  | Rocheteau (4e, 29e, 48e), Touré (24e), Giresse (36e), Fernandez (47epen) |
| 16 novembre 1985  | Parc des Princes Paris, France                            | Yougoslavie                       | V 2-0 | QCM  | Platini (3ecf & 71e)                                                     |

QCM : match qualificatif pour la Coupe du monde 1986. CI : match de la Coupe Intercontinentale

## Les joueurs
| Joueurs                                                       |     |     |    |     |     |     |
| Gardiens de but                                               |     |     |    |     |     |     |
| Joël Bats (AJ Auxerre/Paris SG)                               | 90  | 90  | 90 | 90  | 90  | 90  |
| Défenseurs                                                    |     |     |    |     |     |     |
| William Ayache (FC Nantes)                                    | 90  | 90  | 90 | 90  | 90  | 90  |
| Thierry Tusseau (Girondins de Bordeaux)                       | r8  | r21 | 90 |     |     |     |
| Manuel Amoros (AS Monaco)                                     | 90  | 90  |    |     | 90  | 90  |
| Léonard Specht (Girondins de Bordeaux) (dernières sélections) | 90  | 90  |    |     |     |     |
| Patrick Battiston (Girondins de Bordeaux)                     | 90  |     |    |     | 90  | 90  |
| Maxime Bossis (FC Nantes/Matra-Racing)                        |     | 90  | 90 | 90  | 28  |     |
| Yvon Le Roux (FC Nantes)                                      |     |     | 90 | 90  | r62 | 84  |
| Michel Bibard (Paris SG)                                      |     |     | 90 | 90  |     |     |
| Milieux                                                       |     |     |    |     |     |     |
| Michel Platini (Juventus)                                     | 90  | 90  | 90 | 90  | 90  | 90  |
| Luis Fernandez (Paris SG)                                     | 82  | 69  | 90 | 90  | 90  | 90  |
| Jean Tigana (Girondins de Bordeaux)                           | 90  | 90  |    |     | 90  | 90  |
| Alain Giresse (Girondins de Bordeaux)                         | 90  |     | 90 | 90  | 90  | 90  |
| Fabrice Poullain (Paris SG) (1re sélection)                   |     |     |    | 75  |     |     |
| Attaquants                                                    |     |     |    |     |     |     |
| José Touré (FC Nantes)                                        | r21 | 90  | 90 | 90  | 90  | 90  |
| Bruno Bellone (AS Monaco)                                     | 90  | 90  |    | r15 | r27 |     |
| Yannick Stopyra (Toulouse FC)                                 | 69  | 90  |    |     |     | r13 |
| Dominique Rocheteau (Paris SG)                                |     |     | 90 | 90  | 63  | 77  |